# マイ・ケミカル・ロマンス
マイ・ケミカル・ロマンス（My Chemical Romance）は、アメリカ合衆国ニュージャージー州出身のロックバンド。バンド名はベーシストのマイキー・ウェイの発案で、アーヴィン・ウェルシュのカルト小説『Ecstasy: Three Tales of Chemical Romance』に由来する。頭文字を取って「MCR」と略称されることがあるほか、日本では「マイケミ」と呼ばれることが多い。

## 略歴

### 結成
初期メンバーの5人全員がニュージャージー出身で、フランク以外はハイスクール在学中から親しくしていた。そのころから、バンドを結成したりしていたが、長くは続かなかった。ハイスクールを卒業後、4人は一旦それぞれ自分達の将来を探すために散っていったが、連絡を取り合うことだけは欠かさなかった。
ジェラルドは、母親の実家の地下室に住みながら、ニューヨークでアニメーションの仕事をしていた。しかし、次第に自分の生き方に疑問を持ち始める。そんなジェラルドは仕事にニューヨークへ向かう途中、フェリーから直接9.11テロを目の当たりにし、自分の生き方として音楽活動を選ぶ決意をする。そして、同じ疑問を抱えていたマットと連絡を取り合い、2人は一緒に音楽をする決意をする。2人だけではあったが、ここに一番初期の段階のマイ・ケミカル・ロマンスが誕生する。

### 初期活動・インディーズデビュー
ジェラルドとマットの2人で、最初の曲となる「Skylines And Turnstiles」を作る。
そのあと、マイキーがベーシストとして加入し、マイキーの知るなかで一番うまいギタリストの友達、レイを加入させる。この4人でデモテープを作る。そして、そのデモテープがアイボール・レコードの目に留まり契約に至る。
2002年、当時アイボール・レコード所属のバンド「Pencey Prep」のボーカル兼ギタリストだったフランクに出会う。Pencey Prepの解散後、フランクがバンドに加入した。その後、たった2週間でレコーディングを終え、最初の曲である「Skylines And Turnstiles」をリリースする。そして、2002年の殆どを、アメリカやヨーロッパでのツアーに費やし、この時より確かなファンベースを獲得する。2003年7月には、サーズデイのジェフ・リックリーのプロデュースのもと、ファースト・アルバム『アイ・ブロウト・ユー・マイ・ブレッツ、ユー・ブロウト・ミー・ユア・ラヴ』がインディーズより発売される。彼との親交は、ジェラルドがサーズデイのTシャツを描いたことから続く縁である。

### スウィート・リベンジ（メジャーデビュー）
そしてバンドは、メジャーレーベルのリプリーズ・レコードと契約し、セカンド・アルバム『スウィート・リベンジ』を制作する。本作で、バンドはメジャーデビューを果たし、多くの雑誌やメディアに取り上げられることになる。なお、セカンドアルバムは、1週間でファースト・アルバムの約2倍も売れるなどといった驚異的な売り上げ数を記録した。日本でも、日本デビュー前にもかかわらず「フジロックフェスティバル」と「サマーソニック」の間で争奪戦が繰り広げられるなど、話題となり、その結果「サマーソニック04」にて初来日し、多くの観客を熱狂させた。その来日後、ドラマーのマットが脱退するという事件が起こる。理由は、マットとバンドの考え方の違いから折り合いが悪くなったことが原因である。バンドはその後、新たなドラマーとしてボブを迎える。
ジェラルドの薬物中毒とアルコール依存症に伴ううつ病の悪化など、バンドとして苦しい状況を迎えるが、ジェラルドの禁酒宣言で、問題は解決。2005年2月には再来日し、ワンマンツアーを敢行。また、4月には世界的人気バンドのグリーン・デイのアメリカ・ツアーのサポートに大抜擢され、この頃、バンドを取り巻く状況の変化に戸惑っていたジェラルドに、グリーン・デイのボーカルのビリー・ジョーが「世界には正しいロックスターが必要なんだ」とアドバイスした。そして、夏のワープト・ツアーに参戦し、同年5月にメジャー・デビューしたフォール・アウト・ボーイと共に、エモシーンの盛り上がりに拍車をかけた。その後も、2006年8月には「サマーソニック06」に出演するなど、精力的に活動している。

### ザ・ブラック・パレード
2006年10月、サード・アルバムからの先行シングル｢Welcome To The Black Parade」が全英シングルチャート1位を獲得。
同年、死をテーマにしたサードアルバム『ザ・ブラック・パレード』をリリース。アメリカのアルバム・チャートで1位を記録。
このアルバムは、世界各国で大ヒットし、世界的に有名になる。その後、世界各国でツアーをし、2007年1月には、東名阪と合計4箇所で、3度目となる来日公演を行った。同年5月には、初の武道館公演を行った。この武道館での公演が、日本でのブラック・パレード・ツアーの最終公演となった。
その後も、世界各国でツアーを続け、2008年5月9日、ニューヨークのマディソン・スクエア・ガーデンで、ツアー全体のフィナーレを飾った。
2008年、メキシコでのツアーを収めたライブ・アルバム『ザ・ブラック・パレード・イズ・デッド!』をリリース。
その後は、世界ツアーでの疲れを取るため、活動休止に入る。この時、「バンドが解散するかと思ったよ」と言うジェラルドだが、詳しい事情については不明。

### デンジャー・デイズ
2009年、4枚目のアルバムリリースに向けてのレコーディングも含め、活動を開始。映画『ウォッチメン』の主題歌として、ボブ・ディランの「Desolation Row」をカヴァーする。同年、ジェラルドが氷室京介とコラボした楽曲「Safe And Sound」を発表。
2009年8月には、「サマーソニック09」に、ヘッドライナーとして出演。2010年2月、ジェラルドの喉の調子が思わしくないため、オーストラリア・ツアーをキャンセルした。
2010年3月、フランクが公式サイトにて、ボブ・ブライヤーがバンドを離脱したことを発表した。だが、なぜボブが離脱したかの理由の詳細については発表されていない。2010年に入ってから、バンドメンバーとボブの別々の活動が目立ってきたという。
2010年9月、公式サイトにてアルバム『デンジャー・デイズ』を11月にリリースすることを発表した。プロデューサーは当初ブレンダン・オブライエンを迎えたとしているが、新たにロブ・カヴァロを起用している。本国アメリカでは11月22日、日本では11月24日に発売された。アルバムからの「Na Na Na (Na Na Na Na Na Na Na Na Na)」を9月28日、セカンド・シングル「Sing」を11月9日にリリースした。

### 解散
2013年3月22日、オフィシャルサイトにて正式に解散を発表。1年後の2014年3月にはバンド結成以来リリースされてきたほとんどのシングルを収録したベスト・アルバム『メイ・デス・ネヴァー・ストップ・ユー』をリリースすることを発表した。

### 再結成
2019年10月31日、突如「Return」と名付けた公演をロサンゼルスで行うと再結成を発表。同年12月20日に米カリフォルニア州ロサンゼルスのシュライン・エキスポ・ホールで、再結成ライブを実施。アンコールを含めて全20曲を演奏した。
2020年1月に更なる公演日と「Reunion Tour」を発表したが、新型コロナウイルスの影響で延期。同年のダウンロード・フェスティバル・ジャパンで予定されていた来日公演も中止となった。それでも2022年5月16日からツアーが行われ、2023年3月25日・26日のパンクスプリングで再結成後初の来日公演も実現した。
2022年5月22日、約8年ぶりとなる新曲「The Foundations Of Decay」をリリースした。

## 音楽性と「エモ」について
パンク・ロック、ハードコアを基調としたメロディアスで多様な音楽性はクイーンやザ・スミス、ブラック・フラッグ、アイアン・メイデン、ジョイ・ディヴィジョン、ミスフィッツ、バウハウス、デヴィッド・ボウイ、ザ・キュアー、スマッシング・パンプキンズ、ピンク・フロイドなどから影響を受けている。
バンドの音楽性について「エモ」というジャンルで定義する文献が存在するが、本人達はこの定義を明確に否定している。ボーカルのジェラルド・ウェイはエモを嫌っており、明確にそれに分類される事を拒んでいる。また、エモというジャンルに関しては「fucking garbage (ゴミクズ)」であると言及している。
その他にジェラルドは以下のようにエモという音楽の分類について発言を重ねている。
「本来的には僕達の音楽についてエモだと分類する事は全くの間違いだよ。前にクリスチャン・メタルのバンドとツアーをやったけど、それまでにエモ・バンドの誰もが僕達と一緒にツアーをやろうとしなかった。彼らは自身のジャンルのバンドとお互いにツアーをやってたからさ。僕はエモっていうジャンルに関してはただのゴミクズ (fucking garbage)だと思うし、くだらないと思う。僕が思うに、僕達が不運にも括りを与えられたエモというジャンルには誤ってエモであると分類されたバンドが他にもいて、それが僕達をエモに分類する事を促したんだ。今僕に言える事は、誰もがエモ・バンドのレコードと僕達のレコードをそれぞれ聴き比べれば、何処にも似てる箇所はないとわかる、って事だ。エモはそびえ立つクソ (a pile of shit)だと思うよ」—ジェラルド・ウェイ、Sowerby, Brett (20 September 2007). “My Chemical Romance talks to The ‘Campus”. mainecampus.com. The Maine Campus. 2010年1月14日時点のオリジナルよりアーカイブ. 2023年5月5日閲覧.

## メンバー
ジェラルド・ウェイ （Gerard Way、1977年4月9日 - ） - ボーカル
- 本名は、ジェラルド・アーサー・ウェイ（Gerard Arthur Way）
- ニュージャージー州ベルビル出身
- おばあちゃん子で、祖母に絵を描くことや歌うことを教わり、「彼女がいなければ今の自分はいないと思う」と話す。セカンドアルバムの「ヘレナ」は彼の祖母が亡くなった時、「大切な人を失う恐怖と最期に傍にいられなかった自己嫌悪感から生まれた曲」である。ちなみに彼女の名前は「エレナ」だったそうだが、幼いジェラルドは彼女のことを「ヘレナ」と呼んでいたらしい。
- 2006年に「来年から禁煙する」と宣言していたが、2007年年明け直後、気づいたら煙草を吸っていたらしく、断念した。
- 日本贔屓であり、本人は本気で日本に住もうとしていた。プライベートでもよく来日する。特にお気に入りの場所は、ロフトらしい。
- メンバーは、ジェラルドの左手の薬指の指輪は、フレンドシップリングだと話していたが、MTVが本人に直接訊ねたところ「婚約している」と明かした。なお、2007年9月3日に、マインドレス・セルフ・インダルジェンス のベーシスト・Lyn-Zと結婚し、2009年5月27日には女の子が産まれた。
- 2007年の9月4日にデンバーで行われたマイ・ケミカル・ロマンスのコンサート終了後に、そのままバックステージで結婚式を挙げた。
- 上記のバンドの他に、10代の頃はパルプ、ブラー等を好んで聴いていたという。
- 解散後はソロデビューを果たし来日。大阪はBigcat、東京は赤坂Blitzでの2公演を開催。東京公演のみ秘密で弟のマイキーが登壇するなど、マイケミ解散後の寂しさを感じる愛客たちに希望と喜びを給えた。その後はコミックアーティストを主軸に活動し、自身の漫画"アンブレラアカデミー"のドラマ化などに関わった。

レイ・トロ （Ray Toro、1977年7月15日 - ） - リードギター、バックボーカル
- 本名は、レイモンド・マニュエル・トロ・オルティス（Raymond Manuel Toro-Ortiz）
- ニュージャージー州カーニー出身。
- レイの髪の毛を、マイキーが一度だけストレートにしたことがあったが、本人は気に入らなかったらしく「大して変わらないよ」と言って、元に戻した。それに対しマイキーは「ストレートでもカッコイイのに」と言っていた。
- 目が悪いため、コンタクトレンズを使用している。
- 楽曲の多くの合唱を担當する。非常に特徴的な声をしている。

フランク・アイイアロ （Frank Iero、1981年10月31日 - ） - リズムギター、バックボーカル
- 本名は、フランク・アンソニー・アイイアロ（Frank Anthony Iero）
- ニュージャージー州ベルビル出身。
- 2008年に結婚。フィアンセの名前を左胸に彫っている。
- 名字の発音の仕方は"Eye-Ear-O"（本人談）。しかし、日本の雑誌で「アイイアロ」と表記されることは少なく「アイエロ」や「イエロ」と書かれることが多い。

「ヘレナ」のPVでは、メンバー達がヘレナの棺を教会から運び出すというシーンの撮影時に、フランク自身は、棺に手を添えてるだけだった（本人談）。そのシーンの撮影終了後、最前列で棺を持ったジェラルドは「空っぽだし楽勝だと思ってたのに、1人でテーブルを運んでる感じだった」と言い、横にいたレイは「最前列の俺とジェラルドは悲惨だったんだ。フランクめ、昼寝までしやがって」と、笑いながらつぶやいていた。
- 2001年には、PencyPrepというバンドに加入していた。現在は、LEATHERMOUTHというニュージャージー出身のインディーズバンドでボーカルを務めている。
- 下唇の内側、首、腹など全身にタトゥーが彫ってある。
- 幼少期は、喘息持ちだった。
- 元々、ヘビー・スモーカーだったが、4年ほど前から禁煙している。
- 2007年1月の日本公演の際には、来日前に、親知らずを4本抜歯した痕が機内で出血し、腫れと疲労による40度もの高熱により不参加。その時のことをジェラルドは「出血が酷くて大変だったんだよ！」と供述している。
- 犬を4匹飼っている。

マイキー・ウェイ （Mikey Way、1980年9月10日 - ） - ベース
- 本名は、マイケル・ジェームズ・ウェイ（Michael James Way）
- ニュージャージー州ベルビル出身。
- ジェラルドの実弟。
- 15歳の頃、アメリカでは人種差別などの理由からDVD、VHSの発売が禁止であったディズニー映画をフィリピンから手に入れ、それを海賊版として販売して利益を得ていたことがあり、FBIから厳重注意を受けた経験がある（未成年のため、刑務所へは行かなかった）。その利益で、ライブのチケットを買っていたが、マイキーがそれを兄のジェラルドに渡す事もあり、そのおかげで今の彼がある。
- 2007年3月7日に、ベーシストのアリシア・シモンズ（Alicia simmons）と結婚し、新婚生活を送るため現在一時的にバンド活動を休止していた。
- 視力が悪かったが、コンタクトレンズを目に入れるのが恐く、眼鏡を愛用していた。後にレーザー治療を施し、視力は回復した。

### 旧メンバー
マット・ペリシアー（Matt Pelissier） - ドラムス （2001年 - 2004年）
ジェラルド達との考え方の違いから折り合いが悪くなったことが原因で、2004年に脱退。
ドラムの音をサポートする器具を使うべきと主張するジェラルド達に対し、マットがこれを拒否したためであると言われている。
実際にはマネージャーがクビにしたという説も有力。
ボブ・ブライヤー （Bob Bryar） - ドラムス （2004年 - 2010年）
2010年3月に公式サイトにてひとつの章が終わり、べつのものが始まる･･･というフランクが書いたメッセージが掲載された。内容は、ボブの脱退のもので、「4週間前、マイ・ケミカル・ロマンスとボブ・ブライヤーは別の道を歩む事になった。僕達全員にとって辛い決断で、軽く受け止めてはいない。彼の今後の成功を祈る。君たちも同じ気持ちだと思う」と掲載された。脱退の理由はまだ明かされていない。2024年死去。
ジェイムス・ドゥウィーズ （James Dewees） - キーボード、バックボーカル　（2012年 - 2013年）
2012年2月に正式メンバーとなるも、再結成後は不参加。

### 備考
- ジェラルドとマイキーは実の兄弟である。
- イギリスのダウンロードフェスで過大なブーイング（ペットボトルの投げ込みや「Boooo!」の声）を受けながらも最後まで演奏を続けた。その時フランクが「I'm Not Okay」の演奏中に転倒。
- 2007年8月29日のプロジェクト・レヴォリューションでは、スペシャルゲストとしてレイの兄が登場した。
- 全員が甘党らしく、日本の関係者によるとメンバーは皆「歯が悪い」らしい。

## ディスコグラフィ
日本盤はワーナーミュージック・ジャパンからの発売。

### スタジオ・アルバム
- 『アイ・ブロウト・ユー・マイ・ブレッツ、ユー・ブロウト・ミー・ユア・ラヴ』 - I Brought You My Bullets, You Brought Me Your Love (2002年) ※2009年3月25日に日本盤発売
- 『スウィート・リベンジ』 - Three Cheers For Sweet Revenge (2004年)
- 『ザ・ブラック・パレード』 - The Black Parade (2006年)
- 『デンジャー・デイズ』 - Danger Days: The True Lives Of The Fabulous Killjoys (2010年)

なお、それぞれのアルバムのコンセプトは「ひどい失恋」（アイ・ブロウト・ユー・マイ・ブレッツ、ユー・ブロウト・ミー・ユア・ラヴ）、「祖母の死」（スウィート・リベンジ）、「自分の道を生きる決意」（ザ・ブラック・パレード）といった個人的経験が元となっている。それらの経験、困難を乗り越え、4枚目のアルバムでは「僕らが君たちを救う」（デンジャー・デイズ）としている。

### ライブ・アルバム
- 『ライフ・オン・ザ・マーダー・シーン』 - Life On The Murder Scene (2006年)
- 『ライヴ・アンド・レア』 − Live And Rare (2007年) ※日本限定企画盤
- 『ザ・ブラック・パレード・イズ・デッド!』 - The Black Parade Is Dead! (2008年)

### コンピレーション・アルバム
- 『メイ・デス・ネヴァー・ストップ・ユー』 - May Death Never Stop You: The Greatest Hits 2001-2013 (2014年)

### シングル
- "Vampires Will Never Hurt You" (2002年)
- "Honey, This Mirror Isn't Big Enough for the Two of Us" (2003年)
- "Headfirst for Halos" (2004年)
- "I'm Not Okay (I Promise)" (2004年)
- "Thank You for the Venom" (2004年)
- "Helena" (2005年)
- "Under Pressure" (2005年) ※マイ・ケミカル・ロマンスとザ・ユーズドによるカヴァー。
- "The Ghost Of You" (2005年)
- "Welcome To The Black Parade" (2006年) ※スバル・フォレスターCMソング。
- "Famous Last Words" (2007年)
- "I Don't Love You" (2007年)
- "Teenagers" (2007年)
- "Desolation Row" (2009年) ※ボブ・ディランのカヴァー、映画『ウォッチメン』挿入歌。
- "Na Na Na (Na Na Na Na Na Na Na Na Na)" (2010年)
- "The Only Hope for Me Is You" (2010年)
- "Sing" (2010年) ※東日本大震災を受け、「SingItForJapan」 として新たにミュージック・ビデオを制作。
- "Planetary (Go!)" (2011年) ※レースゲーム『グランツーリスモ5』(米国版)オープニングテーマ。
- "Bulletproof Heart" (2011年)
- "The Kids from Yesterday" (2012年)
- "Boy Division" / "Tomorrow's Money" (2012年)
- "Ambulance" / "Gun." (2012年)
- "The World Is Ugly" / "The Light Behind Your Eyes" (2012年)
- "Kiss the Ring" / "Make Room!" (2013年)
- "Surrender the Night" / "Burn Bright" (2013年)
- "Fake Your Death" (2014年)
- "The Foundations of Decay" (2022年)

## 日本公演
- 2004年
8月7日 大阪、8日 東京
- 2005年
2月7日 心斎橋CLUB QUATTRO、8日 名古屋CLUB QUATTRO、9日,10日 LIQUIDROOM
- 2006年
8月12日 大阪、13日 東京
- 2007年
1月10日 Zepp Tokyo、11日 CLUB CITTA'、12日 Zepp Nagoya、13日 松下IMPホール、14日 渋谷CLUB QUATTRO
5月29日 日本武道館
- 2009年
8月7日 東京、8日 大阪
- 2011年
1月31日 Zepp Osaka、2月2日 Zepp Nagoya、2月5日,6日 横浜アリーナ
- 2023年
3月25日 幕張メッセ、3月26日 インテックス大阪